# Baraigne
Baraigne (okzitanisch Baranha) ist eine südfranzösische Gemeinde mit 164 Einwohnern (Stand 1. Januar 2022) im Département Aude in der Region Okzitanien.

## Lage
Baraigne liegt im Herzen der alten Kulturlandschaft des Lauragais in einer Höhe von ca. 260 Metern ü. d. M. und etwa 60 Kilometer (Fahrtstrecke) nordwestlich von Carcassonne bzw. etwa 14 Kilometer westlich von Castelnaudary. Der Kantonshauptort Salles-sur-l’Hers befindet sich etwa zehn Kilometer südwestlich.

## Bevölkerungsentwicklung
| Jahr      | 1962 | 1968 | 1975 | 1982 | 1990 | 1999 | 2006 | 2016 |
| Einwohner | 111  | 113  | 99   | 103  | 122  | 126  | 117  | 172  |

Im 19. Jahrhundert hatte der Ort zeitweise knapp 250 Einwohner. Die Mechanisierung der Landwirtschaft und der damit einhergehende Verlust von Arbeitsplätzen führte seitdem zu einem deutlichen Rückgang der Einwohnerzahl.

## Wirtschaft
Die Umgebung des Ortes ist immer noch geprägt von der Landwirtschaft, die sich im ausgehenden Mittelalter und der frühen Neuzeit hauptsächlich auf den Anbau von Färberwaid (pastel) konzentrierte. Der Import von Indigo führte ab dem 18. Jahrhundert zu einem allmählichen wirtschaftlichen Niedergang. Im ausgehenden 20. Jahrhundert ist der Tourismus in Form der Vermietung von Ferienwohnungen (gîtes) als Wirtschaftsfaktor hinzugekommen.

## Geschichte
Im Jahre 1155 wird der Ort erstmals urkundlich unter dem Namen Varanano erwähnt; 1206 erscheint er in einem weiteren Dokument unter seinem heutigen Namen. Im 13. Jahrhundert war der Ort ein lokales Zentrum der Katharerbewegung; im Jahre 1242 sammelten sich hier die Attentäter gegen die Inquisitoren von Avignonet-Lauragais. Die anschließenden Repressalien waren fürchterlich – unter anderem grub man die Leichen ortsbekannter Ketzer aus, um sie auf dem Friedhof zu verbrennen. Im 15. Jahrhundert begann man in Baraigne mit dem Anbau von Färberwaid (pastel), wodurch viele Orte im Lauragais, das auch ‚Schlaraffenland‘ (pays de cocagne) genannt wurde, wohlhabend wurden. In den Jahren 1473 und 1480/1 gab es Pestepidemien. Die zweite Hälfte des 16. Jahrhunderts war geprägt von religiösen Auseinandersetzungen zwischen Katholiken und Protestanten – im Jahr 1572 brannte ein Großteil der Kirchen in der weiteren Umgebung von Mas-Saintes-Puelles, dem regionalen Zentrum der protestantischen Bewegung. In Baraigne wurden ein Teil des Kirchenschiffs und der Glockenturm zerstört.

## Sehenswürdigkeiten

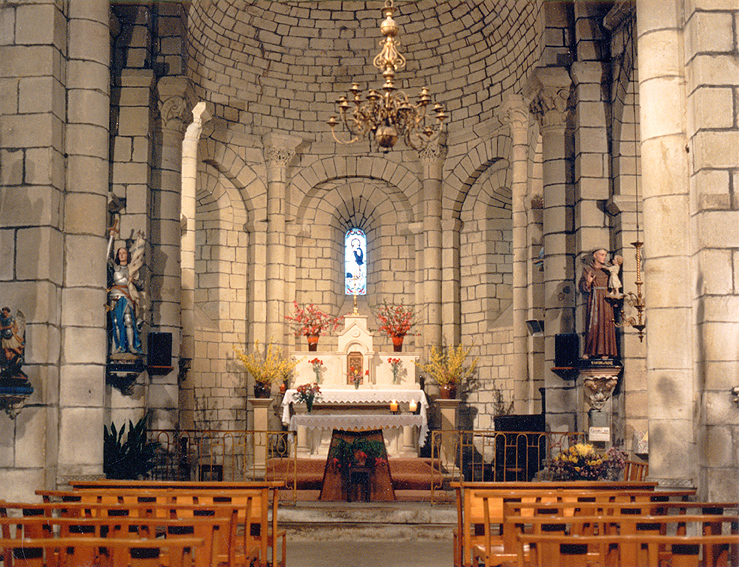
Église Sainte-Marie, Blick in die Apsis

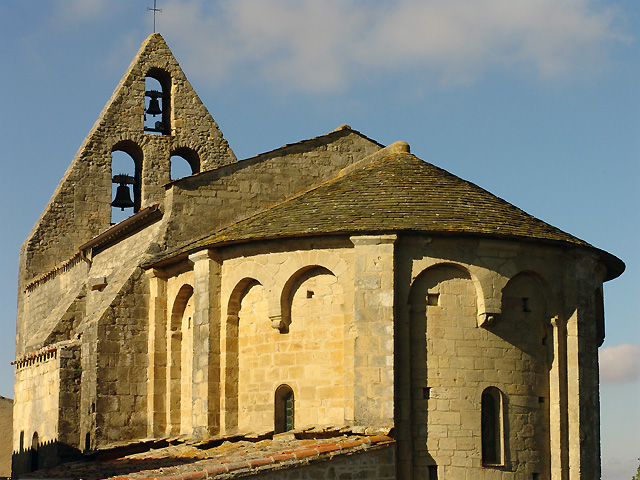
Église Sainte-Marie, Apsis und Glockengiebel

- Die kleine romanische Pfarrkirche von Baraigne wurde nach den Zerstörungen des Jahres 1572 wieder aufgebaut und mit einem Glockengiebel versehen. Außen wie innen gut erhalten ist der Bereich der Apsis, die außen mächtige Lisenen und einen ebenso großen Rundbogenfries zeigt, unterhalb dessen die drei Fenster aufgrund fehlender begleitender Säulen wie ins Mauerwerk eingeschnitten wirken; im Innern findet sich dagegen eine reichere architektonische Gliederung mit Dreiviertelsäulen sowie auf eingestellten kleineren Säulchen ruhenden Blendarkaden. Der kleine Kirchenbau wurde bereits im Jahr 1908 als Monument historique[1] anerkannt.
- Obwohl das Schloss von Baraigne mit seinen Ecktürmchen und Wehrerkern noch mittelalterliche Aspekte zeigt, wird es aufgrund seiner großen Fensterfronten ins 16. oder 17. Jahrhundert datiert. Das Gebäude befindet sich in Privatbesitz; es ist seit 1948 als Monument historique[2] anerkannt.
- Auf einer Anhöhe steht die Ruine einer Windmühle, die noch bis ins frühe 20. Jahrhundert in Betrieb war.
- Auf dem örtlichen Friedhof wurden im Jahr 1993 bei Ausschachtungen mehrere diskoidale Grabstelen entdeckt, die entfernt an die ebenfalls namens- und datumslosen sowie nicht durchbrochenen baskischen hilarris erinnern.

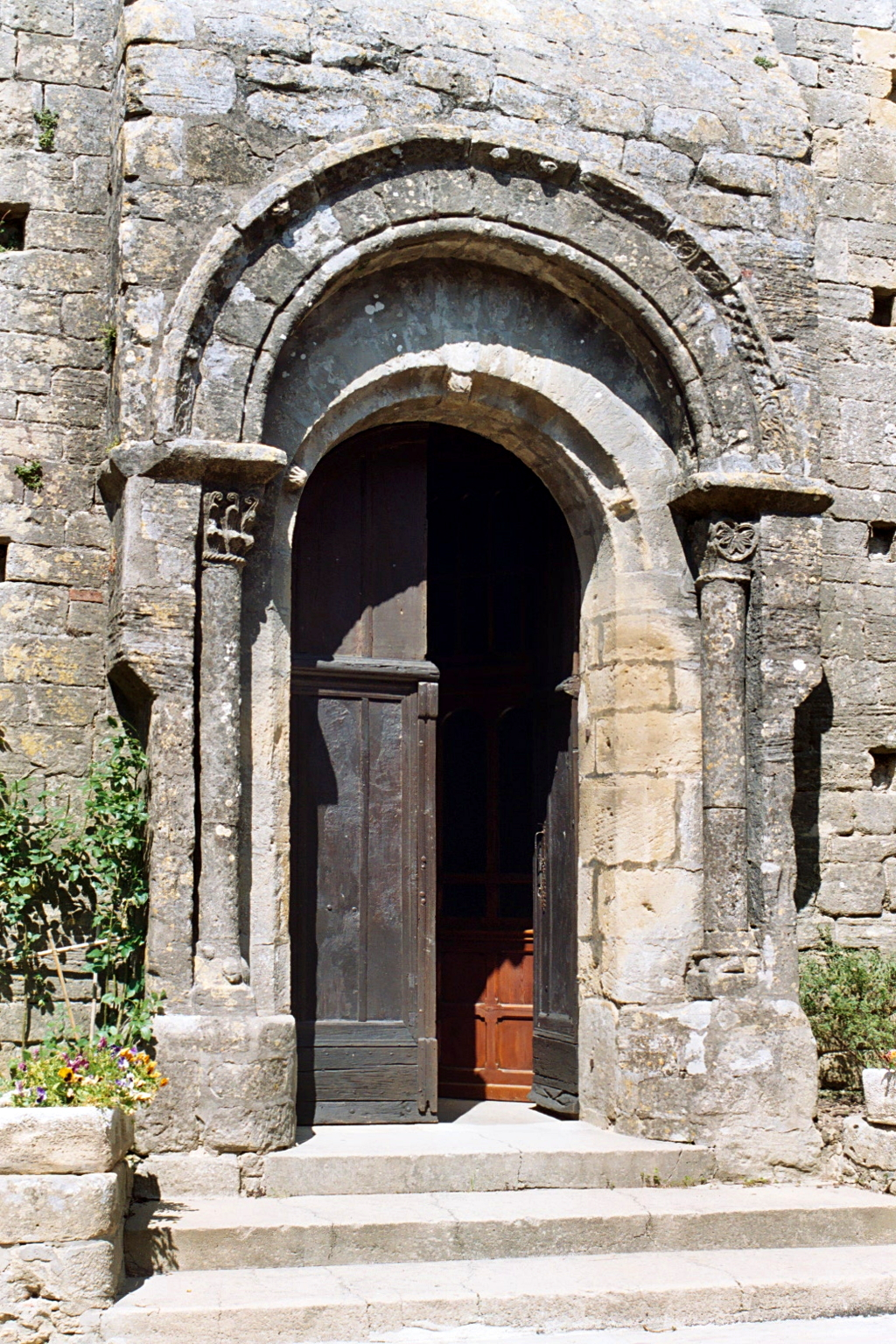
Portal der Kirche
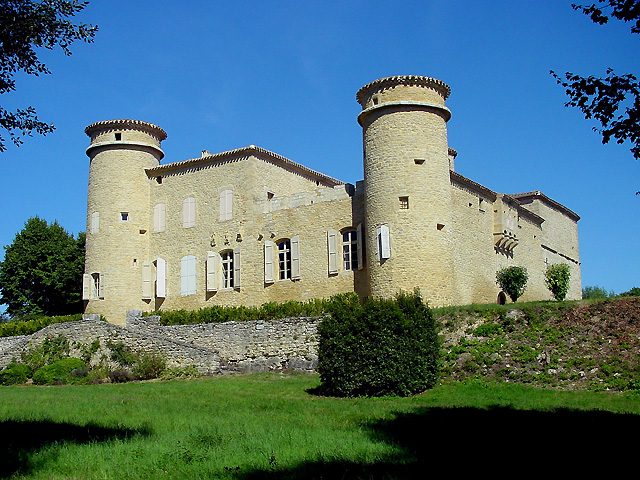
Château de Baraigne
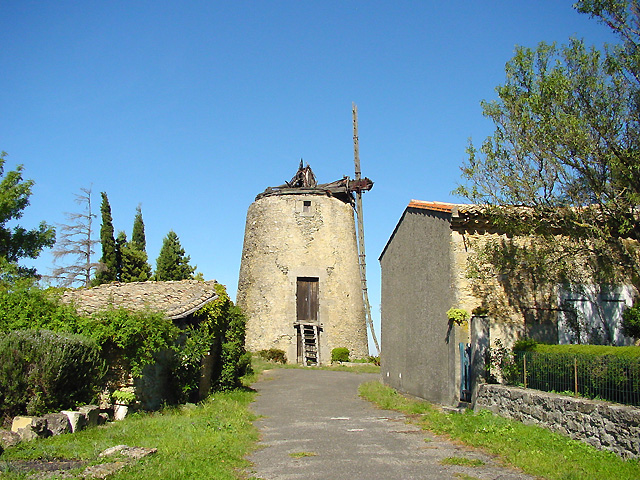
Windmühle
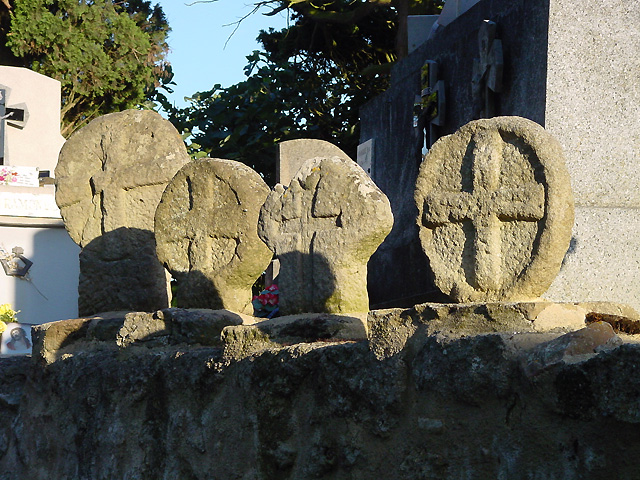
Diskoidale Grabstelen